# Paul Hausser

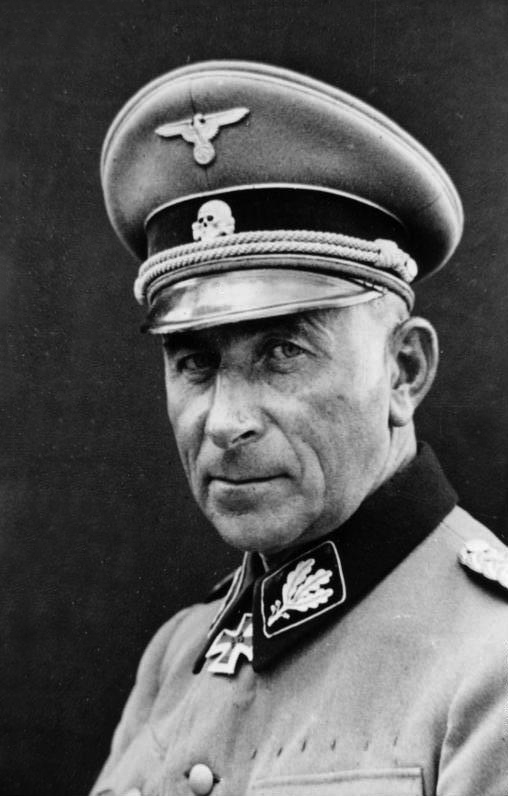
Paul Hausser – hier im Jahr 1941 als SS-Gruppenführer und Generalleutnant der Waffen-SS

Paul Hausser (* 7. Oktober 1880 in Brandenburg an der Havel; † 21. Dezember 1972 in Ludwigsburg) war Generalleutnant der Reichswehr und später SS-Oberst-Gruppenführer und Generaloberst der Waffen-SS. Damit war Hausser neben Sepp Dietrich der ranghöchste Offizier in der Waffen-SS. Ihm unterstehende Einheiten waren verantwortlich für Kriegsverbrechen, insbesondere an der sowjetischen und italienischen Zivilbevölkerung, für die er nie angeklagt wurde. Nach dem Zweiten Weltkrieg entfaltete Hausser eine vielfältige Lobbyarbeit für die Veteranen der Waffen-SS.

## Leben

### Herkunft und militärische Laufbahn
Hausser war der Sohn des preußischen Majors Kurt Hausser und dessen Ehefrau Anna Hausser (geb. Otto). 1892 kam er mit zwölf Jahren an die Preußische Kadettenanstalt Köslin, dann Preußische Hauptkadettenanstalt Lichterfelde und wurde 1899 in die Armee mit Eintritt in das 7. Westpreußische Infanterie-Regiment Nr. 155 übernommen. Im März desselben Jahres wurde er zum Leutnant und nach Verwendungen als Bataillons- und Regimentsadjutant und dem Besuch der Kriegsakademie im August 1909 zum Oberleutnant befördert. Nach einer Kommandierung zur Kaiserlichen Marine wurde er 1912 in den Großen Generalstab versetzt. Am 9. November 1912 heiratete er Elisabeth Gerard (* 18. Juli 1891 in Berlin; † 16. Oktober 1979 in München). Seine Beförderung zum Hauptmann erfolgte am 22. März 1913.
Im Ersten Weltkrieg wurde Hausser wechselnd in Front- und Generalstabsverwendungen eingesetzt und mehrfach ausgezeichnet. 1916 bis 1918 war er meist in der 109. Infanterie-Division eingesetzt. Bei Kriegsende war er Major i. G. Nach dem Waffenstillstand beteiligte er sich an dem gegen polnische Gebietsbestrebungen eingesetzten „Grenzschutz Ost“. Mit Unterzeichnung des Versailler Vertrags mussten dessen Verbände aufgelöst werden. Hausser wurde daraufhin 1920 in die Reichswehr als Berufsoffizier übernommen, wo er anfänglich als Erster Generalstabsoffizier (Ia) bei der Reichswehr-Brigade 5, seit 1922 im Stab des Wehrkreiskommandos II eingesetzt wurde.
1923 wurde er als Oberstleutnant Kommandeur des III. Bataillons im 4. (Preußisches) Infanterie-Regiment und war anschließend ab 1925 Chef des Stabes der 2. Division in Stettin. Im Juli 1927 wurde er Kommandeur des 10. (Sächsisches) Infanterie-Regiments und in dieser Stellung im November des gleichen Jahres zum Oberst befördert. 1930 wurde er als Infanterieführer IV nach Magdeburg versetzt, 1931 dann zum Generalmajor ernannt. 1932 schied Hausser im Alter von 51 Jahren altersbedingt mit dem Charakter eines Generalleutnants aus der Reichswehr aus. Nach seiner Entlassung aus der Reichswehr schloss sich Hausser Anfang 1933 dem antidemokratischen, paramilitärischen Stahlhelm an, in dem er die Position des Landesführers „Berlin-Brandenburg“ innehatte.

### Nationalsozialismus

#### Vorkriegszeit
Anfang März 1933 wurde der Stahlhelm von der Sturmabteilung (SA) übernommen und eingegliedert. In der neuen SA-Reserve II, die aus dem ehemaligen Stahlhelm gebildet wurde, hatte er nun den Rang und die Dienststellung eines Standartenführers. Nach einer Veranstaltung der Reiter-SA in Braunschweig trat er im November 1934 der Allgemeinen SS bei (SS-Nummer 239.795). Ab Ende 1934 war Hausser Kommandeur einer SS-Junkerschule in Braunschweig und Inspekteur der SS-Junkerschulen Braunschweig und Tölz, ab 1936 dann auch Chef des Amtes I (Führungsamt) im SS-Hauptamt und Inspekteur der SS-Verfügungstruppe. Dort übernahm er die militärische Ausbildung aller bewaffneten SS-Einheiten (mit Ausnahme der SS-Totenkopfverbände), namentlich der SS-Standarten „Deutschland“, „Germania“ und „Der Führer“ als motorisierte Verbände. Zwischen SS-Verfügungstruppe und Totenkopfverbänden gab es einen ständigen Personalaustausch. In der SS-Hierarchie stieg er rasch auf. 1935 wurde er SS-Oberführer, im Mai 1936 SS-Brigadeführer und im Juni 1939 SS-Gruppenführer. Als Ausbildungschef der SS-Verfügungstruppe führte Hausser für deren Soldaten Tarnuniformen ein.
Nach Ablauf der vierjährigen Aufnahmesperre beantragte er am 5. Mai 1937 die Aufnahme in die NSDAP und wurde rückwirkend zum 1. Mai desselben Jahres aufgenommen (Mitgliedsnummer 4.158.779). Da die SS eine politische Gliederung der NSDAP war, bekundete er als Leiter der SS-Führerschule Braunschweig, dass er eine „Parteimitgliedschaft für notwendig“ erachte. An der NSDAP hatte ihn schon vor 1933 – so er selbst im Rückblick 1951 – „angezogen“, dass sie die Revision von Versailles beabsichtigte, die Linke bekämpfte und für eine „Volksgemeinschaft“ eintrat. Damit sah er sich in einer Kontinuität eines „erheblichen Teils des Offizierskorps“ der Reichswehr mit dem Nationalsozialismus. Laut Mark Gingerich soll Hausser „in keiner Weise in der nationalsozialistischen Ideologie als solcher befangen“ gewesen sein und trat deshalb später aus beruflichen Gründen der NSDAP bei.

#### Zweiter Weltkrieg
Hausser nahm im Stab der Panzer-Division Kempf (auch Panzerverband „Ostpreußen“ genannt), der unter anderem das SS-Regiment „Deutschland“ unterstellt war, am Überfall auf Polen teil. Im Oktober 1939 stellte er den ersten selbständigen SS-Kampfverband auf: die „SS-Verfügungsdivision“, die spätere Division „Das Reich“. Zugleich erhielt damit Hausser das Recht, den militärischen Rang eines Generalleutnants zu tragen. Er und Theodor Eicke, der erste Kommandeur der SS-Division Totenkopf und zuvor Inspekteur der Konzentrationslager und der SS-Totenkopfverbände, waren die ersten SS-Führer, die Titel und Schulterstücke eines Generals der Wehrmacht trugen.
Die Verfügungsdivision führte er im Westfeldzug 1940, im Balkanfeldzug 1941 und beim Angriff auf die Sowjetunion. Am 1. Oktober 1941 wurde Hausser zum SS-Obergruppenführer befördert. Nach einer im Oktober 1941 beim Vormarsch auf Moskau erlittenen schweren Verwundung und einer Genesungspause wurde Hausser im Juni 1942 mit der Aufstellung des SS-Panzerkorps (später II. SS-Panzerkorps) beauftragt, das zunächst im Westen blieb. Im November 1942 erhielt er den Befehl über die beim Unternehmen Lila, dem versuchten Handstreich gegen die in Toulon vor Anker liegende Vichy-Flotte, eingesetzten Truppen.
Mit dem SS-Panzerkorps und den drei unterstellten SS-Panzergrenadier-Divisionen wurde Hausser nach der schweren Niederlage von Stalingrad Anfang 1943 zur Heeresgruppe Süd an die Ostfront verlegt, um dort zu einer Stabilisierung der kritischen Lage beizutragen. Während der Kämpfe in und um Charkow ignorierte er den Befehl Hitlers, Charkow bis auf den letzten Mann zu halten, und ordnete stattdessen den Rückzug aus der Stadt an, um seine Truppen vor der drohenden Einkesselung durch die Rote Armee zu bewahren. Hitler, der in der Regel in solchen Fällen mit unterschiedlichen Sanktionen reagierte, nahm Haussers Ungehorsam hin. So hatte Hitler Hausser drei Wochen vorher mit dem Goldenen Parteiabzeichen der NSDAP ausgezeichnet und fürchtete einen Prestigeverlust, wenn er einen Offizier der Waffen-SS bestrafen würde. Stattdessen enthob er Haussers unmittelbaren Vorgesetzten, Hubert Lanz, des Kommandos, wie dieser auch bei späteren Ordensverleihungen übergangen wurde. Als Strafe wegen Charkow wurde aber ein Vorschlag, „Hausser mit dem Eichenlaub zum Ritterkreuz auszuzeichnen, bis Juli 1943 nicht ausgeführt“. Vier Wochen später wurde die Stadt von deutschen Truppen unter der Leitung Generalfeldmarschalls von Manstein erneut eingenommen, woran das SS-Panzerkorps unter Hausser maßgeblich beteiligt war. Seine SS-Einheiten verübten dabei sowohl gegen Soldaten der Roten Armee wie gegen die sowjetische Zivilbevölkerung zahlreiche Kriegsverbrechen und schwere Übergriffe.
Nach der Teilnahme am Unternehmen Zitadelle wurde Haussers Korps im Sommer 1943 – die Alliierten waren inzwischen in Sizilien gelandet – mit der SS-Division „Leibstandarte“ nach Oberitalien verlegt. Hausser hatte den Auftrag, bei Eintreten des „Falls Achse“ in Norditalien die italienischen Streitkräfte zu entwaffnen, deren Angehörige als italienische Militärinternierte zur Zwangsarbeit ins Reich zu deportieren waren, sowie „die Säuberung des Ostraumes“. In der Umsetzung bedeutete das – bis heute unzureichend untersuchte – Verbrechen an der italienischen Zivilbevölkerung im Rahmen der Bekämpfung des italienischen Widerstands gegen die Besetzung. Gesichert ist, dass Einheiten unter Jochen Peiper am 19. September 1943 die piemontesischen Ortschaften Boves und Castellar niederbrannten und dabei Massaker unter den Einwohnern begingen. Hausser hatte zum Zeitpunkt der Massaker das verantwortliche Generalkommando des II. SS-Panzerkorps inne; in einer Meldung des Panzerkorps an die Heeresgruppe B hieß es: „Die Versorgungsbasen für Banditen Boves und Castellar wurden abgebrannt.“ Eine erklärende Reaktion auf das Massaker hat es von Hausser weder zum damaligen Zeitpunkt noch nach dem Ende des Nationalsozialismus je gegeben. Er hat vielmehr stets geleugnet, dass es diese wie andere Verbrechen seiner SS-Angehörigen überhaupt gegeben habe.
In Erwartung der alliierten Invasion im Westen wurde er mit seinem Korps im Dezember 1943 nach Frankreich verlegt. Nach dem Eintreten einer schweren Krise bei der Heeresgruppe Nordukraine (→ Kesselschlacht von Kamenez-Podolski) wurde das Korps dann jedoch wieder an der Ostfront eingesetzt. Erst nach der Landung der Alliierten in der Normandie wurde das Korps Ende Juni 1944 erneut in den Westen verlegt. Am 29. Juni 1944 übernahm Hausser nach dem Tod seines Vorgängers Friedrich Dollmann die 7. Armee an der Invasionsfront und wurde Anfang August 1944 zum SS-Oberst-Gruppenführer und Generaloberst der Waffen-SS befördert. Neben ihm hatte allein der wegen seiner Normüberschreitungen berüchtigte Josef „Sepp“ Dietrich diesen Rang.
Nachdem der Versuch einer Gegenoffensive bei Mortain (→ Unternehmen Lüttich) gescheitert war, was von Hitler als weiterer Verratsfall nach dem Attentat vom 20. Juli 1944 gedeutet wurde, setzte er den verantwortlichen Oberbefehlshaber West und Heeresgruppe B, Generalfeldmarschall Günther von Kluge, ab. Zu Recht verdächtigte er ihn, mit den Attentätern im Bunde zu sein. Hitler schätzte Hausser als vertrauenswürdig ein, weshalb er ihn bis zum Eintreffen des Nachfolgers Walter Model an Kluges Stelle setzte. Hausser wurde beim Ausbruch aus dem Kessel von Falaise am 21. August erneut schwer verwundet, was eine längere Genesungspause notwendig machte. Hitler zeichnete ihn am 26. August mit dem Ritterkreuz des Eisernen Kreuzes mit Schwertern aus, nachdem Hausser bis dahin bereits eine größere Zahl hoher Orden erhalten hatte.
Im Januar 1945 erhielt Hausser den Befehl über die Heeresgruppe Oberrhein, bereits nach wenigen Tagen dann den der Heeresgruppe G im südlichen Teil der Westfront. Im Februar erließ er einen Durchhaltebefehl in dieser Schlussphase des Kriegs, dieser drohte zu diesem Zeitpunkt des absehbaren Zusammenbruchs des nationalsozialistischen Regimes die sofortige Erschießung eigener versprengter Soldaten an.
Das außerordentliche Vertrauen, das Hitler stets in Hausser gesetzt hatte, erlitt kurz vor Kriegsende angesichts unterschiedlicher Einschätzungen militärstrategischer Details eine deutliche Trübung. Anfang April 1945 enthob Hitler Hausser seines Postens als Oberbefehlshaber der Heeresgruppe G. Hausser, der bis zum Ende des Krieges unbeschäftigt blieb, flüchtete nach Österreich. Am 6. Mai 1945 wurde Hausser von Generalfeldmarschall Albert Kesselring beauftragt, „für eine disziplinierte Kapitulation [der 17. SS-Panzergrenadier-Division „Götz von Berlichingen“] zu sorgen.“

### Nachkriegszeit
Im Mai 1945 stellte er sich in Zell am See den US-Truppen und durchlief anschließend verschiedene Lager, so das Internierungslager Dachau, um schließlich als SS-Oberst-Gruppenführer und Generaloberst der Waffen-SS nach dem Grundsatz des „Automatischen Arrests“ in ein Internierungslager für NS-Belastete überstellt zu werden. 1949 wurde er aus der Haft entlassen. Anklagen wurden trotz seines hohen Rangs in der SS nicht erhoben. Die Annahme liegt nahe, dass dies auf seine zeitweilige Tätigkeit im Lager Oberursel für die Operational History (German) Section der Historical Division zurückzuführen ist, in der unter der Leitung des Heeresgeneralstabschefs Franz Halder hohe deutsche Militärs für den US-amerikanischen Geheimdienst Studien zu einer Geschichte der deutschen Operationen im Zweiten Weltkrieg erarbeiteten. Dabei ging es im Zeichen der Blockkonfrontation darum, die deutschen Ostfronterfahrungen für operative Problemstellungen in einem möglichen Krieg gegen die Sowjetunion nutzbar zu machen.
In den Nürnberger Prozessen war Hausser 1946 „der wichtigste Entlastungszeuge für die Waffen-SS“ (Mitcham). Er bemühte sich mit hohem Aufwand, die Waffen-SS als eine unpolitische Truppe hinzustellen, wie die Wehrmacht eine gewesen sei. Er leugnete die Bedeutung des Führererlasses vom 17. August 1938, mit dem Allgemeine SS, Verfügungstruppe (VT) und Totenkopfverbände gegeneinander und gegen Polizei und Wehrmacht abgegrenzt wurden. Demnach waren die Verfügungstruppe wie auch die Totenkopfverbände „weder ein Teil der Wehrmacht noch der Polizei“, sondern „Gliederungen der NSDAP“ zu Hitlers „ausschließlicher Verfügung“ und den weltanschaulich-politischen Grundsätzen der SS unterworfen. Nach Hausser jedoch habe „dem Erlass … eine grundlegende Bedeutung nicht beigemessen werden“ können. Tatsächlich hatte er selbst auf einer SS-Führertagung in Berlin im Januar 1939 mit Blick auf den Erlass offen bekundet: „Die VT ist und bleibt ein Teil der Schutzstaffel. Sie verwirklicht die Einheit zwischen den bewährten politischen Soldaten und dem Waffenträger innerhalb der Partei“. Obwohl er aufgrund seiner Dienststellung genau wissen musste, dass es eine sehr hohe Zahl von Kommandierungen aus den Totenkopfverbänden in die Waffen-SS und umgekehrt gab, ja, dass Wachmannschaften der KZ, so auch der Vernichtungslager, in mehreren Wellen systematisch in die Waffen-SS überführt worden waren, behauptete er, die beiden Teilverbände der SS hätten nichts miteinander zu tun gehabt.
Nach Angaben des britischen Geheimdienstes nahm er Kontakt zur 1949 gegründeten „Bruderschaft“ auf, einer Vereinigung von Altnazis rund um den Exgauleiter Karl Kaufmann, die die junge Bundesrepublik Deutschland unterwandern wollte.
Ab 1951 war Hausser zusammen mit Otto Kumm und Herbert Otto Gille einer der Organisatoren der Hilfsgemeinschaft auf Gegenseitigkeit der Soldaten der ehemaligen Waffen-SS (HIAG). Ziel dieser Organisation, die vom Verfassungsschutz als nationalsozialistisch beeinflusst eingeschätzt und observiert wurde, war es, die rechtlich und politisch bedeutsame Definition der Waffen-SS als „verbrecherische Organisation“ durch den Internationalen Militärgerichtshof in Nürnberg rückgängig zu machen und sie als eine „normale militärische Formation“ darzustellen. Zu diesem Zweck verfasste Hausser eine autobiografisch orientierte Rechtfertigungsschrift, die unter unterschiedlichen Titeln und mit hoher Auflage in rechtsextremen Verlagen erschien. Haussers Publikation „Waffen-SS im Einsatz“ wurde 1960 von der Bundesprüfstelle für jugendgefährdende Schriften indiziert.
Seit der Entstehung der HIAG betrieb Hausser eine vielfältige Lobbyarbeit zugunsten der Veteranen der Waffen-SS. So rechtfertigte er die Bildung der HIAG in einer öffentlichen Erklärung, trat als Redner auf Soldatentreffen auf und unterhielt Kontakte mit Politikern, beispielsweise im Januar 1957 mit Bundestagspräsident Eugen Gerstenmaier. 1958 arbeitete er eine Denkschrift aus, um eine Versorgung der ehemaligen Soldaten der Waffen-SS nach Art. 131 GG (sog. 131er) zu erreichen, die Wehrmachtssoldaten bereits 1951 gewährt worden war. Dem Historiker Hermann Weiß zufolge war es Haussers „teilweise verharmlosender Charakterisierung der Waffen-SS als einem zwar elitären, aber soldatisch der Wehrmacht gleichzustellenden ‚vierten Wehrmachtsteil‘ mit zuzuschreiben“, dass der Deutsche Bundestag dann 1961 eine entsprechende Regelung beschloss.
Innerhalb der HIAG setzte sich Hausser dafür ein, keine eigenständige zentrale Organisation zu bilden, sondern sich gemeinsam mit früheren Wehrmachtssoldaten im Verband deutscher Soldaten (VdS) zu organisieren, in dessen Präsidium er Mitglied war. Hintergrund war die Befürchtung, eine eigenständige Organisation könne als Nachfolgeorganisation der Waffen-SS verboten werden, und die seitens der Veteranen der Waffen-SS vertretene Behauptung, sie seien „Soldaten wie andere auch“ gewesen. Mit dieser Position konnte sich Hausser in der HIAG nicht durchsetzen. Intern häufig als „Senior“ bezeichnet, wird Haussers herausgehobene Rolle in der HIAG als „Spiritus Rector“ eingeschätzt. So wurde im Januar 1958 auf Haussers Intervention hin sein Vertrauter Otto Weidinger zum HIAG-Bundessprecher gewählt. 1962 benannte die HIAG ihr Sozialwerk nach Hausser.
Bis zu seinem Tod war Hausser stets bereit, sich „nahezu unbesehen vor jeden Angehörigen ‚seiner‘ ehemaligen Waffen-SS zu stellen.“ Damit nahm er „sehenden Auges“ auch die zahlreichen an Verbrechen beteiligten Angehörigen dieser Formation in Schutz. Zu Haussers Bestattung 1972 auf dem Waldfriedhof in München kamen Tausende ehemalige Angehörige der SS. Die Trauerrede hielt der ehemalige SS-Brigadeführer Otto Kumm.

## Militärische Chronologie
| Datum             | Rang                                                    |
| ----------------- | ------------------------------------------------------- |
| 1892              | Kadett                                                  |
| 20. März 1899     | Leutnant                                                |
| 19. August 1909   | Oberleutnant                                            |
| 1. März 1914      | Hauptmann i. G. (Offizierspatent vom 1. Oktober 1913)   |
| 22. März 1918     | Major                                                   |
| 1. April 1923     | Oberstleutnant (Offizierspatent vom 15. November 1922)  |
| 1. November 1927  | Oberst                                                  |
| 1. Februar 1931   | Generalmajor                                            |
| 31. Januar 1932   | Generalleutnant                                         |
| 1. März 1934      | SA-Standartenführer                                     |
| 15. November 1934 | SS-Standartenführer                                     |
| 1. Juli 1935      | SS-Oberführer                                           |
| 22. Mai 1936      | SS-Brigadeführer                                        |
| 1. Juni 1939      | SS-Gruppenführer                                        |
| 19. November 1939 | Generalleutnant der Waffen-SS                           |
| 1. Oktober 1941   | SS-Obergruppenführer und General der Waffen-SS          |
| 1. August 1944    | SS-Oberst-Gruppenführer und Generaloberst der Waffen-SS |

### Orden und Ehrenzeichen (Auswahl)
Paul Hausser wurde während des Ersten und Zweiten Weltkrieges mehrfach ausgezeichnet, u. a. mit dem
- Eisernes Kreuz (1914) II. und I. Klasse[35] im Jahr 1914 und Winter 1915/16
- Bayerischer Militärverdienstorden IV. Klasse mit Schwertern[36]
- Ritterkreuz des Albrechts-Ordens I. Klasse mit Schwertern[36]
- Ritterkreuz des Friedrichs-Ordens I. Klasse mit Schwertern[36]
- Anhaltisches Friedrichs-Kreuz[36]
- Österreichischer Orden der Eisernen Krone III. Klasse mit der Kriegsdekoration[36] am 11. Juli 1918
- Wiederholungs-Spange zum Eisernen Kreuz 1939 II. und I. Klasse am 7. September 1939 bzw. 17. Juni 1940
- Verwundetenabzeichen (1939) in Silber am 9. Mai 1942
- Ritterkreuz des Eisernen Kreuzes mit Eichenlaub und Schwertern[37]
  - Ritterkreuz am 8. August 1941
  - Eichenlaub am 28. Juli 1943 (261. Verleihung)
  - Schwerter am 26. August 1944 (90. Verleihung)

sowie einigen Abzeichen und Auszeichnungen der SS.